# Dreamkiller. Демоны подсознания
Dreamkiller (на российских прилавках — «Dreamkiller: Демоны подсознания») — компьютерная игра в жанре шутера от первого лица, в которой игрок управляет Элис Дрейк, девушкой-психологом, помогающей своим пациентам бороться с монстрами из их снов. Игра была разработана чешской студией Mindware Studios и издана компанией Aspyr 12 октября 2009 года для Microsoft Windows. Из-за слабых продаж игры на PC издатель отменил релиз версии для Xbox 360. Официальным локализатором и издателем в России выступила компания Новый Диск.
Некоторое время игра была доступна для покупки в сервисе цифровой дистрибуции Steam, однако впоследствии она без каких-либо объяснений была оттуда удалена.

## Игровой процесс
Разработчиками Dreamkiller являются создатели Painkiller: Overdose, в связи с чем геймплей игры имеет некоторое сходство с серией Painkiller. На протяжении двенадцати различных уровней игрок занимается отстрелом орд врагов. Локации и противники зачастую связаны с конкретными страхами отдельного пациента: так, Элис Дрейк встречается с арахнофобией, боязнью механизмов, холодом, сумасшедшими клерками и т.д.. Каждый уровень предваряют кат-сцены в виде рисованных заставок, объясняющих сюжет и представляющих карточку пациента, а заканчивается, как правило, битвой с боссом, который представляет собой увеличенную и усиленную копию какого-либо рядового противника. Быстрее перемещаться по сознанию пациента Элис помогает телепортация: вперёд отправляется проекция девушки, куда в любой момент может переместиться и сама героиня.
В начале каждого уровня оружием Элис является только огонь, исходящий из её рук. Уничтожив им нескольких врагов, героиня может найти пулемёт или винтовку — их создает разум пациента, пытающийся помочь избавиться от фобии. У каждого из видов оружия имеется два режима стрельбы: дробовик способен заморозить врага, а пулемёт, электродуга и лучевое ружьё стреляют ракетами или подобием гранат. Один из боеприпасов — это радостные мысли. Одним из самых мощных видов оружия является гибрид пулемёта и ракетницы, который удобен в любой ситуации, а при улучшении (ресурсы для этого, как и аптечки, появляются на месте убитых врагов) способен одной ракетой уничтожить несколько десятков врагов. Кроме того, имеется режим ярости, благодаря которому увеличивается наносимый вред и скорость бега девушки, — отсылка к Painkiller, где имеется аналогичная механика. Несмотря на приличный арсенал, Элис способна одновременно переносить только два оружия, при этом подбирая какой-либо новый вид вооружения, он заменяет собой текущий в руках игрока.
Помимо одиночного режима прохождения, в игре присутствует сетевая игра, представленная режимами дефматч, командный дефматч и захват флага.

## Сюжет
Главная героиня игры — психолог Элис Дрейк из Нью-Йорка, которая наделена способностью «проникать» в разум своих пациентов и бороться с их фобиями (например, боязнью пауков), принимающими во снах форму жутких монстров. По мере продвижения событий игры, Элис с подозрением отмечает тот факт, что количество её пациентов за последнее время сильно возросло, а их страхи становятся всё более и более ужасными, создавая фобии практически на пустом месте без должной медицинской истории болезни. Очищая умы своих пациентов, Элис выясняет, что за вспышками кошмаров стоит некая сущность под именем «Пожиратель Снов», которая кормится за счёт человеческих страхов, вызывая дурные сны и погружая людей в состояние безумия. После одного из сеансов терапии Элис попадает под машину и теряет сознание, погружаясь в собственный разум. Там она находит способ отыскать существо, стоящее за эпидемией кошмаров. Чтобы положить конец его злодеяниям, Элис проникает в обитель «Пожирателя Снов» и уничтожает его, однако перед смертью существо предупреждает девушку, что на его место придут другие.

## Разработка
Dreamkiller была разработана чешской компанией Mindware Studios, ранее отметившейся такими проектами, как Cold War и Painkiller: Overdose. Издателем выступила компания Aspyr Media. Игра была анонсирована 29 июня 2009 года для персональных компьютеров под управлением Windows и консоли Xbox 360, позиционируясь промоутерами как «быстрый, жестокий и мега-кровавый шутер от первого лица». Первый же трейлер игры вышел одновременно с её анонсом на выставке Tokyo Game Show 2009.
Dreamkiller была создана на базе проприетарного движка Mindware Studios под названием Meng, ранее уже использованного разработчиками в игре Cold War. Движок был мультиплатформенным, поддерживал операционные системы Windows, MacOS, Linux, а также консоль Xbox 360. В июне 2009 года на официальном сайте разработчиков было заявлено о лицензировании и интеграции в движок технологии Nvidia PhysX.
Главная героиня игры, Элис Дрейк, была озвучена американской актрисой Лорой Бейли (англ. Laura Bailey). В озвучании также приняли участие актёры Рик Вассерман и Робин Аткин Даунс. Концепт-арты персонажей были созданы чешским художником Адольфом Лахманом, также известным по играм Machinarium и Samorost.
Игра вышла на персональных компьютерах 12 октября 2009 года в сервисе Steam. Российская версия игры вышла в следующем году на физических DVD-носителях в издании компании Новый Диск. Релиз версии для Xbox 360 должен был состояться уже 2 ноября 2009 года, однако по неизвестным причинам продажи Dreamkiller были отменены, и игра была изъята из магазинов. Вскоре из-за низких продаж и плохих отзывов критиков игра была удалена и из сервиса Steam.

## Отзывы и критика
| Сводный рейтинг       | Сводный рейтинг |
| Агрегатор             | Оценка          |
| --------------------- | --------------- |
| GameRankings          | 49,43 %         |
| Metacritic            | 47/100          |
| «Критиканство»        | 50              |
| Иноязычные издания    |                 |
| Издание               | Оценка          |
| GameSpot              | 5/10            |
| IGN                   | 4,2/10          |
| Русскоязычные издания |                 |
| Издание               | Оценка          |
| 3DNews                | 6,5/10          |
| Absolute Games        | 49/100          |
| «PC Игры»             | 5,5/10          |
| PlayGround.ru         | 3,6/10          |
| «Игромания»           | 5/10            |
| «ЛКИ»                 | 66              |
| «НИМ»                 | 5,9/10          |

Игра получила преимущественно отрицательные отзывы от критиков и игроков. Средний балл Dreamkiller на агрегаторе Metacritic составляет 47 %. Критики неоднократно отмечали сходство игрового процесса с сериями Serious Sam и Painkiller, однако заметили, что по степени уникальности и увлекательности Dreamkiller не смогла приблизиться к планке, заданной своими предшественниками. Основными минусами называлось чрезвычайное однообразие геймплея, скудная графика и звук. Положительно отмечались лишь некоторые удачные находки в плане дизайна врагов, локаций и общий потенциал сюжета с перемещением в чужие сны. Рецензент IGN заявил, что «эффектная предпосылка игры оказалась абсолютно невыполненной» и поставил игре 4,2 балла из 10. Редактор GameSpot поставил игре 5 баллов из 10, порекомендовав фанатам «мясных» шутеров играть в старую классику и не прикасаться к Dreamkiller. Рецензент Absolute Games оценил игру на 49 % и, вспоминая предыдущий опыт разработчика — Painkiller: Overdose, — приписал, что «Mindware Studios без поддержки People Can Fly не в силах слепить что-нибудь серьёзнее бледного клона».